# Корелационо-регресиони нацрти
Корелациони нацрти се понекад називају и само регресиони нацрти. Садрже једну или више независних варијабли и једну или више зависних варијабли. Све варијабле су нумеричке (евентуално се неке категоричке представљају нумерички).

## Фазе нацрта
Три фазе:
1. Фаза 1: саставља се узорак објеката истраживања.
2. Фаза 2: утврђују се вредности одређеног броја варијабли код чланова узорка. Појам незав. вар. у овим нацртима користи се углавном у најширем смислу: варијабле могу бити и регистроване, а не само манипулативне или селективне. Стога се често уместо „независне“ и „зависне“ варијабле каже „предиткорске“ и „критеријумске“ варијабле.
3. Фаза 3: обрада података. Основни облик дескриптивне статистичке анализе састоји се у рачунању разлике коефицијената. Често се користи статистичка техника названа регресиона анализа или регресија.

Ови нацрти имају два аспекта, корелациони и регресиони. Први се састоји у утврђивању у којој мери постоји повезаност (корелација) између варијабли у нацрту. Други се састоји у утврђивању у којој мери зависне варијабле могу да се предвиде или процене или објасне на основу независних варијабли, као и постављању математичке формуле којом та зависност може да се изрази. Према броју се могу поделити на две врсте: биваријатни и мултиваријатни.

## Врсте корелационо-регресионих нацрта

### Биваријатни корелационо-регресиони нацрти
У најпростијем облику корелационо-регресионог нацрта постоје само две варијабле, једна независна и једна зависна, а често су обе регистроване. За сваки објект постоје по два податка: вредност прве и вредност друге варијабле. На основу та два низа података може се утврдити коефицијент корелације. Такође се може проценити вредност једне варијабле на основу вредности друге статистичким поступком биваријатне регресије.

### Мултиваријатни корелационо регресиони нацрти
Садрже две или више независне варијабле и једну зависну варијаблу. За сваки објект постоји једна мера зависне варијабле и по једна мера за сваку независну варијаблу. У најједноставнијем случају реч је о две независне и једној зависној варијабли. Могу се израчунати коефицијенти корелације између сваке две од ове три варијабле. Поступком мултиваријатне (тј. мултипле) регресије процене вредности зависне варијабле могу се вршити не само на основу појединачних независних варијабли, већ и њиховом комбинацијом, чиме се може знатно повећати успешност процене.

### Варијанте корелационо-регресионих нацрта
Ако је којим случајем реч о квалитативној категоричкој вар, да би се подаци обрадили помоћу регресионе анализе, вредности ових варијабли морају бити нумерички кодиране. Посебан случај је кад су све независне варијабле у нацрту категоричке. Ако је зависна варијабла нумеричка, ситуација је иста као код факторијалних нацрта. Таква истраживања могу се обрадити било поступком регресионе анализе, било поступком анализе варијансе. Разлика је само у томе што су у факторијалним нацртима независна варијабла манипулативне или селективне, док су у стандардним корелационо-регресионим нацртима оне махом регистроване. Та два поступка су у овом случају исти тип обраде који се у статистици назива генерални линеарни модел. 
Ако су не само све независне варијабле категоричке него је таква и зависна варијабла, испуњени су услови за фреквенцијски нацрт. Постоји и могућност да су све независне варијабле нумеричке, а зависна варијабла категоричка (обрнута ситуација од факторијалног нацрта). Тада се користе дискриминациони (дискриминантни) нацрти, а одговарајући статистички поступак назива се дискриминациона анализа. Као и код стандардних регресионих нацрта и у оваквој анализи се на основу вредности једне или више независних (тј. предикторских) варијабли процењује вредност зависне (тј. критеријумске) варијабле. Међутим, како је зависна варијабла категоричка, то значи да се овим поступком процењује којој категорији зависне варијабле припада неки објект, тј. врши се класификација објеката - њихова дискриминација (разликовање). Уколико је корелација између независних варијабле и зависне варијабле јача, утолико је и класификација успешнија.

### Биваријатни дискриминациони нацрти
Постоји једна независна и једна зависна варијабла. У најпростијој варијанти зависна варијабла је дихотомна.

### Мултиваријатни дискриминациони нацрти
Сложенији облици дискриминантне анализе имају више од једне независне варијабле, а зависне варијабле може имати више од две категорије. У истраживањима која користе овакве поступке често се, на већем броју испитаника за које су познате вредности и предикторских и критеријумске варијабле, помоћу дискриминантне анализе утврђује које предикторске варијабле и у којој мери корелирају са критеријумском варијаблом. Након тога може се код нових испитаника за које су познате само вредности предикторских варијабли, проценити вредност критеријумске варијабли, тј. вршити класификација објеката.

## Односи између независних и зависних варијабли
Нацрти се могу сагледати и према броју незав. и зав. вар. које се у њима јављају. Ова класиф. може се представити једноставним шемама које приказују моделе међузависности варијабли у нацрту. Нацрти се разликују по томе да ли садрже само једну или више незав. вар. и по томе да ли садрже само једну зав. вар. или више њих.
1. Нацрт са једном независном варијаблом (НВ) и једном зависном варијаблом (ЗВ). Ако су независна (НВ) и зависна (ЗВ) варијабла нумеричке, реч је о стандардном облику биваријатног регресионог нацрта. Ако је независна варијабла нумеричка, а зависна категоричка, реч је о дискриминационом нацрту. Ако је независна варијабла категоричка а зависна варијабла нумеричка, реч је о једнофакторском варијансном нацрту. Најзад, ако су обе варијабле категоричке, реч је о биваријатном фреквенцијском нацрту са независном и зависном варијаблом.
2. Нацрти са више независних и једном зависном варијаблом. Зависно од тога да ли су варијабле категоричке или нумеричке, овом шемом могу се приказати типични нацрт мултипле регресије (све варијабле су нумеричке), нацрт дискриминантне анализе са више независних варијабли (које су нумеричке, а зависна варијабла је категоричка), факторијални нацрти (независне варијабле категоричке, а зависна нумеричка) и мултиваријатни фреквенцијски нацрти, код којих постоје зависна и независне варијабле (све варијабле категоричке).
3. Нацрти са једном независном и више зависних варијабли. Ретко се користе.
4. Нацрти са више независних и више зависних варијабли. Један облик таквог нацрта јесу факторијални мултиваријатни нацрти у којима су независне варијабле категоричке, а зависне варијабле нумеричке. Други облик представљају канонички нацрти, који се обрађују статистичким поступком названим каноничка анализа. Они су уопштење поступка мултипле регресионе анализе на случајеве са више од једне зависне варијабле. По правилу су код њих све варијабле нумеричке.[1]

## Сложенији нацрти и поступци

### Слојеви и смерови
Прво ограничење које имају скоро сви до сада описани нацрти јесте да садрже две групе тј. два слоја варијабли - незав. и зав. варијабле. Оне имају асиметричан, једносмеран однос. Такви нац. користе двослојне једносмерне моделе међузависности варијабли. Постоје и сложенији који нису ограничени на такве моделе. Пример су нацрти и одговарајући стат. поступци који су познати под називом анализа путева, тј. каузална анализа.
Прост случај је трослојан модел: вар. А утиче на вар. Б а вар. Б утиче на вар. Ц. Тј. вар. А утиче на вар. Ц, али посредно. У нацртима са вишеслојним моделима не може се доследно применити разлика између појмова независних и зависних вар. Зато се користе појмови егзогене варијабле (= оне на које не утичу друге варијабле из модела) и ендогене варијабле (за остале варијабле). У још сложенијим верзијама оваквих нацрта допушта се и могућност двосмерних веза између варијабли, тј. постојања међузависних варијабли. 
Двосмерне везе могу бити непосредне и посредне. Анализа путева се тако зове јер се кључни аспект конструкције нацрта састоји у постављању „путева“, тј. претпостављених веза између варијабли. Назив каузална анализа не имплицира да се помоћу оваквих нацрта може доказати каузална веза међу варијаблама. За разлику од корелације, каузална веза између две варијабле не може се доказати искључиво стат. методама. Међутим, у оваквим нац. на основу структуре корелација између варијабли могу се, под одређеним условима, тестирати хипотезе о њиховим каузалним односима.

### Емпиријске и теоретске варијабле
Друго ограничење које је заједничко за све до сада описане нацрте састоји се у томе да се у свим таквим нацртима разматрају само емпиријске варијабле, тј. оне чије су вредности измерене током истр. Има пак нацрта и одгов. стат. поступака у којима се поред емп.ских вар. разматрају и теоретске варијабле - нису измерене него се о њиховим карактеристикама закључује на основу добијених корелација између емп. вар. Један често коришћен облик таквих нацрта користи стат. пост. назван факторска анализа. У таквој анализи истраж. жели да утврди да ли емп.ске вар. из истр. могу да се сведу на неки мањи број теоретских вар. Емп.ске вар. служе као показатељи тј. индикатори, теоретских вар. Теор. вар. се називају фактори (сасвим другачије значење од до сада коришћеног). Нацрти истр. која користе факторску анализу могу се приказати шемама у којима се емп.ске вар. означавају правоугаоницима а фактори круговима. Два су облика факторске анализе:
1. Конфирмативна факторска анализа. Истраж. унапред поставља хипотезе о томе који фактори стоје у основи испитаних емпиријских варијабли. Затим, на основу структуре корелација између емпиријских варијабли, поступком факторске анализе потврђује или одбацује почетне хипотезе.
2. Експлоративна факторска анализа. Истраж. не поставља унапред хипотезе о факторима, већ на основу структуре резултата закључује о томе који фактори стоје у основи испитаних емпиријских варијабли. Добар приступ када нема добрих теоријских основа за постављање хипотеза о факт.има.

Трећи, последњи, тип оваквих нацрта представља комбинацију каузалне анализе и факторске анализе. Назива се моделирање структуралним једначинама или анализа коваријансних структура. Постављају се такође хипотезе о везама између варијабли. Варијабле нису емп. него теор. Тај аспект модела назива се структурни модел. Такође се за сваку од тих теор. вар. поставља хипотеза о емп.ским вар. које представљају индикаторе теор.ских вар. Тај аспект модела назива се мерни модел. Теор. вар.е се у оваквом моделу често називају латентне вар. а емп.е вар. манифестне вар. Затим се одг. стат. поступцима, на основу структуре корелација између емп.их вар. утврђује да ли су претпоставке биле исправне.
Кључно није да нацрт буде сложен, већ да буде примерен проблему који се истражује.